# Don't Blame Me (canção)
"Don't Blame Me" é uma canção da cantora estadunidense Taylor Swift, contida em seu sexto álbum de estúdio Reputation (2017). A faixa foi composta pela artista com o auxílio de Max Martin e Shellback, com produção assinada pelos dois últimos. "Don't Blame Me" é uma faixa que combina do electropop, dubstep, EDM e gospel. Sua produção é impulsionada por graves pesados, sintetizadores pulsantes e vocais manipulados. Suas letras abordam a declaração de amor sem remorso de Swift, usando imagens de vício em drogas e religião.
"Don't Blame Me" recebeu críticas mistas da mídia especializada, que elogiaram sua produção como "sombria" e "temperamental"; com alguns consideraram um dos destaques do álbum, enquanto alguns a consideraram genérica. Em 2022, "Don't Blame Me" ganhou força no aplicativo de vídeos TikTok e estreou em diversas paradas nacionais e, desde então, conquistou certificações de vendas em diversos países. Swift incluiu a música no repertório de sua quinta turnê Reputation Stadium Tour (2018) e da sua sexta turnê The Eras Tour (2023—2024).

## Antecedentes
Swift lançou seu quinto álbum de estúdio, 1989, em outubro de 2014. A musicalidade synth-pop apresentada na obra estabeleceu a saída oficial da artista dos estilos country de seus discos anteriores. Ele recebeu críticas geralmente positivas de críticos contemporâneos. Como resultado, rendeu a Swift seu segundo Grammy Award de Álbum do Ano, tornando-a a primeira mulher a angaria-lo duas vezes. Foi igualmente bem recebido no campo comercial, vendendo mais de seis milhões de cópias apenas nos Estados Unidos e gerou três singles número um na Billboard Hot 100 — "Shake It Off", "Blank Space", e "Bad Blood". Sua turnê de acompanhamento ocorreu de maio a dezembro de 2015 e arrecadou a maior bilheteria do ano. Durante a promoção de 1989, Swift continuou a ser um dos principais alvos de fofocas dos tablóides. Ela teve relacionamentos românticos de curta duração com o produtor escocês Calvin Harris e o ator inglês Tom Hiddleston. Sua reputação na mídia foi manchada por brigas divulgadas com várias celebridades de alto perfil, como a personalidade da mídia Kim Kardashian, a cantora Katy Perry e o rapper Kanye West, resultando em um movimento na internet de cancelamento contra Swift e a levando a ser rotulada de "cobra". Após isso, a artista tornou-se cada vez mais reticente nas mídias sociais, mantendo uma presença ativa com muitos seguidores e evitando interações com a imprensa em meio aos assuntos tumultuosos.
Swift concebeu seu sexto álbum de estúdio, Reputation, como uma resposta à comoção da mídia em torno de sua reputação. Descrevendo o álbum como "catártico", Swift seguiu a composição de seu single "Blank Space" (2014), no qual satirizou sua imagem na mídia como "uma garota louca, entretanto, sedutora, glamourosa e manipuladora". Ela disse: "Eu peguei aquele modelo de, OK, isso é o que todos vocês estão dizendo sobre mim. Deixe-me escrever a partir desse personagem por um segundo".

## Estrutura musical e conteúdo lírico
"Don't Blame Me" foi composta por Swift e seus produtores, os suecos Max Martin e Shellback. Martin e Shellback tocavam teclado, e o último tocava guitarra. Swift e Martin forneceram os vocais de fundo. Sam Holland e Michael Ilbert, com os assistentes de engenharia Cory Bice e Jeremy Lertola, produziram a faixa nos MXM Studios, em Los Angeles e Estocolmo. "Don't Blame Me" foi mixada por Serban Ghenea no MixStar Studios, em Virginia Beach, Virgínia, e masterizado por Randy Merrill no Sterling Sound Studios, em Nova Iorque.
Os críticos musicais descreveram "Don't Blame Me" como uma faixa electropop com influências do dubstep, EDM e música gospel. Rob Sheffield, da revista Rolling Stone, caracterizou-a como uma faixa "temperamental 'garota má vai à igreja'", um som que lembra "Like a Prayer" (1989), de Madonna. Hannah Mylrae, da revista NME, descreveu a produção como "trovejante, batendo os pés e socando os punhos". A música é acompanhada por uma produção eletrônica sombria e temperamental e um "som de igreja" no refrão. Sua instrumentação inclui bateria pulsante, sintetizadores vibrantes, baixo pesado e vocais distorcidos e multitrack. Monique Melendez, da Spin, comparou sua "estrondosa paisagem sonora de igreja gótica" ao som de "Take Me to Church" (2013), do cantor irlandês Hozier. Alexis Petridis, do jornal The Guardian, descobriu que a progressão de acordes da faixa é semelhante à de "...Baby One More Time" (1998), de Britney Spears.
Em seu conteúdo lírico, as publicações da mídia interpretaram "Don't Blame Me" como a atitude sem remorso de Swift, refletindo sua reputação como uma compositora que escreveu principalmente sobre amor e relacionamentos passados. Swift sugere "quão louca seu mais novo amante a deixou". Na canção, ela também responde às críticas que sofreu por cantar sobre seus relacionamentos. Ela entende o conceito de consequência ao declarar seu amor. Swift utiliza imagens religiosas, como: "Eu cairia em desgraça / Só de tocar seu rosto" e faz referências ao vício em drogas: ("Oh, Senhor, salve-me, minha droga é meu amor"). Neil McCormick, do jornal The Daily Telegraph, interpretou a música como uma contemplação sobre se o amor pode sobreviver na presença do escrutínio da mídia. Na edição sul-africana da revista GQ, Bernd Fischer achou que a canção mostra um lado mais vulnerável de Swift apesar de seu título sugerir o contrário. A faixa também contém uma referência ao romance The Great Gatsby (1925), de F. Scott Fitzgerald, onde Swift se refere a si mesma como "sua Daisy Buchanan".

## Desempenho musical e performances ao vivo

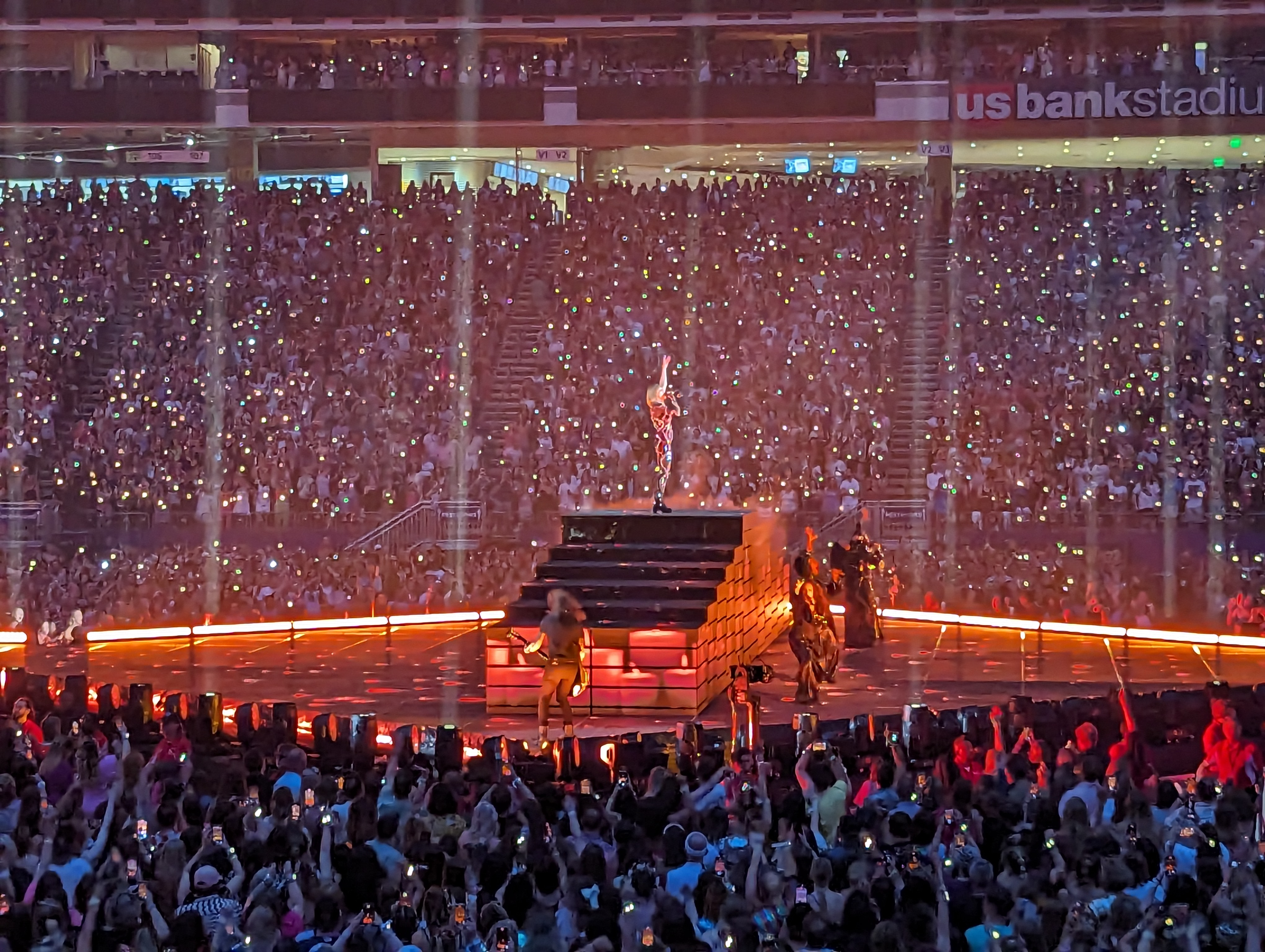
Swift cantando "Don't Blame Me" na The Eras Tour (2023—2024).

Swift incluiu "Don't Blame Me" no repertório oficial de sua quinta turnê Reputation Stadium Tour (2018), em apoio a divulgação do álbum. Posteriormente, Swift incluiu novamente a canção no repertório oficial de sua turnê The Eras Tour (2023—2024). 
Entre maio-junho de 2022, "Don't Blame Me" ganhou força no aplicativo de compartilhamento de vídeo TikTok e entrou em várias paradas de vários países europeus, como Noruega, República Tcheca e Áustria. "Don't Blame Me" alcançou a posição de número trinta e quatro na Austrália e a posição de número setenta e sete no Reino Unido. Nos Estados Unidos, atingiu a parada Billboard Global 200. A faixa foi certificada como ouro em vários países europeus, incluindo Noruega, Grécia, Polônia e Portugal. Na Austrália, Nova Zelândia e Reino Unido, foi certificado como platina.